# Villa Motta
Villa Motta, comunemente chiamata Ponte Motta, Motta sulla Secchia o semplicemente Motta, è una frazione del comune di Cavezzo in provincia di Modena, situata a circa cinque chilometri dal capoluogo comunale.
Fino al 1815 Disvetro e Villa Motta formavano il comune di Casare.

## Storia
Uno dei primi documenti che certificano la presenza dell'insediamento risale al 30 ottobre 1351, quando l'abate Diodato dell'Abbazia di Nonantola concesse a Jacopo figlio di Crescio della Molza la chiesa di Santa Maria di Disvetro cum cappella Mottae de Azolinis.
Il primo documento che attesta la presenza della chiesa di Santa Maria della neve è datato 8 febbraio 1510, mentre in precedenza esisteva la chiesa di san Giambattista della Motta.
Nel 1702 è registrata una disastrosa rotta del fiume Secchia a Villa Motta, che allagò ampiamente le campagne di San Prospero e Cavezzo, mentre una piena straordinaria tre anni dopo ruppe ulteriormente l'argine, con un allagamento disastroso del mirandolese.

## Monumenti e luoghi d'interesse

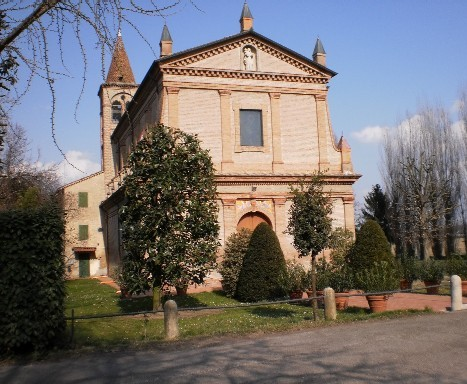
Chiesa di Santa Maria ad Nives di Motta

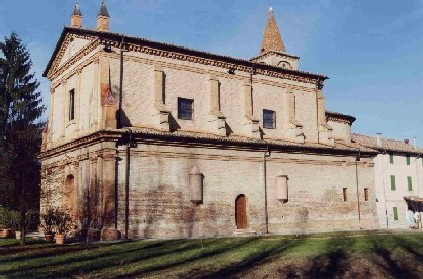
Chiesa Santa Maria ad Nives

La chiesa di Santa Maria ad Nives risale al XIV secolo, originariamente eretta quale cappella della nobile famiglia Azzolini. Nel 1512 l'edificio fu elevato a chiesa battesimale, mentre risale al 1642 il rialzo dei muri perimetrali e la costruzione della volta a botte. Dal 1875 al 1892 la chiesa venne restaurata, con la posa di una nuova pavimentazione nel 1879. Nel 1931 la chiesa venne nuovamente ricostruita, con la realizzazione delle gradinate di accesso agli altari laterali (in origine erano undici, poi ridotti a sei). La facciata, realizzata in mattoni a vista, è caratterizzata da due ordini a tre campate affiancate da due piccole ali laterali. L'interno è impreziosito da un dossale in scagliola realizzato in stile tardo manieristico negli anni 1640 da Annibale Griffoni (1619-1679), con le immagini della Madonna col Bambino, San Giuseppe col Bambino e Sant'Antonio da Padova. Nel 1672 Gaspare Griffoni (1640-1698) realizzò sopra l'altare maggiore un ciborio monumentale ottagonale in scagliola policroma con un'elaborata trabeazione sorretta da colonne di ordine composito e culminante in una cupola a tamburo. Il campanile gotico della chiesa venne completato nel XVI secolo XVI, mentre l'orologio della torre risale al 1707, poi rinnovato nel 1882.
La corte Molza (in passato chiamata villa Federici-Zuccolini) è una villa rustica seicentesca in mattoni rosso scuro con una facciata in cui è inclusa la torre colombaia. La corte fu di proprietà della nobile famiglia Molza di Modena e fu abitata da illustri personaggi come la poetessa Tarquinia Molza e lo scrittore Francesco Maria Molza.
Il monumento ai caduti, situato a Ponte Motta, è dedicato alla memoria dei partigiani della Brigata "Remo" uccisi il 25 marzo 1945 dalle brigate nere fasciste: Odino Artioli "Fabio" e Renato Andreotti "Iorio" (vittime di un rastrellamento) e di Clelio Marchesi "Piero" e Umberto Reami "Tinco" (sorpresi nella costruzione di un rifugio a Rovereto sulla Secchia).
Il ponte Motta, costruito nel 1888 dall'amministrazione provinciale per facilitare l'economia agricola e gli scambi commerciali della bassa modenese con Carpi, sostituì il ponte in legno realizzato dal Genio militare. L'infrastruttura, lunga 94 metri con cinque campate in muratura di oltre 16 metri di luce, consente alla strada provinciale 468 di superare il fiume Secchia.